# Толганбай, Жалгас Конысбаевич
Жалгас Конысбаевич Толганбай (23 мая 1970; Рыскуловский район, Жамбылская область, Казахская ССР, СССР) — казахский актёр кино и театра. Заслуженный деятель Казахстана (2017).

## Биография
Жалгас Конысбаевич Толганбай родился в 1970 г. в  Жамбылской области, Т.Рыскуловском районе, поселке Жарлысу. Происходит из рода сикым племени дулат.
В 1988 году окончил Таразское культурно-просветительское училище по специальности дирижер оркестра.
В 1993 по 1997 годы окончил Казахский Государственный институт Театра и Кино им Т. Жургенова по специальности «актёр театра и кино».
С 1997 года — актёр Казахского государственного академического театра драмы имени М. О. Ауэзова.

## Основные роли на сцене

### Из казахской классики и современной драматургии
- Кокбай в «Абае» М. Ауэзова (реж. А. Мамбетов)
- Азимхан в «Абае» (реж. Е. Обаев)
- Балпык в комедии «Айман-Шолпан» (реж. Е. Обаев)
- Кобей, в «Енлик-Кебек» (реж. Ж. Хаджиев)
- Еспенбет (реж. Х. Амир – Темир)
- Рахымбай в трагедии «Лихая година» М.Ауэзова (реж. А. Рахимов)
- Айдар в трагедии «Поэма о любви» Г.Мусрепова
- Мулла в «Красавице Камар» С.Торайгырова (реж. А. Рахимов)
- Сарын в «Мести» А. Сулейменова (реж. А. Рахимов)
- Шарыш в драме «Абылайхан» А.Кекилбаева (реж. Б. Атабаев)
- Омар в драме «Старшая сестра» Д.Исабекова (реж. Б. Омаров)
- Абай в драме «Абай-Тогжан» И. Сапарбая
- Диуана в «Казахах» К.Ыскака и Шахимардена (реж. Т. әл – Тарази)
- Даулетбек, Асылхан в драме «Не теряя надежды» Н. Келимбетова
- Алеко в «Цыганской серенаде» И.Сапарбая (реж. Е. Обаев, Т. Аралбай)
- Болтай в трагедии «Ангел с дьявольским лицом» Р.Мукановой (реж. Б. Атабаев)
- Шаукен в «Баламуте» О. Боранбаева (реж. О. Кенебаев)
- Макс в комедии «Смеяться или плакать?» Е.Жуасбека (реж. М. Ахманов)
- Кыдырали в «Бакей кыз» Т. Мамесеитова (реж. А. Рахимов)
- Акылбай в «Одержимом» Д. Исабекова (реж. Е. Обаев)
- Матаков в трагедии «Шакарим» А.Рахимова (реж. А. Рахимов) и др.

### Из мировой классики и современной драматургии
- граф Парис в «Ромео и Джульетте» У.Шекспира (реж. О. Салимов)
- Тарталья в «Принцессе Турандот» К.Гоцци (реж. Т. әл-Тарази)
- Осип в комедии «Ревизор» Н.Гоголя (реж. Е. Обаев)
- Степан в «Женитьбе» Гоголя (реж. В. Захаров)
- Тиссаферн в «Забыть Герострате» Г. Горина (реж. А. Оразбеков)
- Штейниц, Обербургомистр в драме «Перед заходом солнца» Г. Гауптмана (реж. Р. Андриасян)
- Абдисалам в «Сватах» Е.Уахитова (реж. А. Рахимов)
- Начальник в комедии «Выходят бабки замуж» Ф. Булякова (реж. А. Рахимов)
- Еркебулан в «Молодые люди» Белецкого (реж. Сарбасов)
- Велли в музыкальной комедии «Аршин мал алан» У.Гаджибекова (реж. Т. әл-Тарази)
- Соленый в «Трех сестрах» А.Чехова (перевод А. Бопежанова, реж. Р. Андриасян, А. Какишева)
- Брабанцио в трагедии У.Шекспира «Отелло» и др.

## Фильмография
|   | Год  | Название           | Роль  | Режиссёр      |
| - | ---- | ------------------ | ----- | ------------- |
| 1 | 2012 | Жау Журек Мын бала | Батыр | Ахан Сатаев   |
| 2 | 2013 | М-Агент            | Майор | Еркин Ракишев |

## Награды и звания
- Медаль «25 лет независимости Республики Казахстан» (2016)
- Заслуженный деятель Казахстана за заслуги в области казахского театрального и киноискусства (2017)